# Лихтенщайнски пилоти от Формула 1
Тази страница представлява списък, който включва всички лихтенщайнски пилоти, които са взели участие в световния шампионат на Формула 1, с техните резултати и статистика.

## Първият пилот
| Година | Дата  | Пилот         | Конструктор         | Голяма награда | Писта     |
| ------ | ----- | ------------- | ------------------- | -------------- | --------- |
| 1973   | 1 юли | Рики фон Опел | Инсайн-Форд-Косуърт | ГН Франция     | Пол Рикар |

## Световни шампиони
Лихтенщайнски пилот никога не е печелил световната титла.

## Резултати
- до сезон 2022 включително

| N |            | Участия | Победи | ПП | НБО | Точки | Подиуми |
| 1 | Лихтенщайн | 10      | –      | –  | –   | –     | –       |
| - | ---------- | ------- | ------ | -- | --- | ----- | ------- |

| N | Пилот         | Участия | Победи | ПП | НБО | Точки | Подиуми |
| - | ------------- | ------- | ------ | -- | --- | ----- | ------- |
| 1 | Рики фон Опел | 10      | –      | –  | –   | –     | –       |